# تاج ساق پا
تاج ساق پا (به انگلیسی: Cnemial crest)، یک برجستگی تاج‌مانند است که در بخش جلوی سر استخوان ساق پا یا درشت نی در پاهای بسیاری از پستانداران و خزندگان (از جمله پرندگان و دیگر دایناسورها) قرار دارد. عضله بازکننده اصلی ران به این برجستگی چسبیده‌است.